# Diane Rwigara
Diane Shima Rwigara (Kigali, 1981) és una empresària ruandesa i activista dels drets de la dona que es va presentar com a candidata independent a les eleccions presidencials ruandeses de 2017. Rwigara va ser acusada el 23 de setembre de 2017, al costat de la seva mare i quatre altres acusats, d'"incitar a la insurrecció" entre d'altres càrrecs.

## Primers anys
Rwigara pertany a una família tutsi i té tres germans. El seu pare, Assinapol Rwigara, un industrial que era un suport financer fonamental del Front Patriòtic Ruandès, va morir en un accident de cotxe a la tarda del 4 de febrer 2015 a Gacuriro, Kigali, i la seva família creu que va ser un assassinat motivat políticament. La policia va dir que va morir a l'instant quan el cotxe Mercedez-Benz que estava conduint va col·lidir de front amb un camió pesat.

## Carrera
Rwigara és una comptable reconeguda. És una activista pels drets de les dones que s'ha pronunciat repetidament contra la mala gestió del país sota el President Paul Kagame i contra la injustícia i l'opressió.
El 3 de maig de 2017, Rwigara va anunciar la seva intenció de participar en les eleccions presidencials. 72 hores més tard es van filtrar fotos d'ella nua en un intent aparent d'humiliar-la i intimidar-la. Ella va reiterar la seva intenció de participar, demanant vots amb un programa que oferia treballar cap a erradicar la pobresa, establir una assegurança mèdica universal i defensar la llibertat d'expressió.
El 7 de juliol de 2017, la Comissió Electoral Nacional va desqualificar Rwigara de les eleccions per motius tècnics, al·legant haver utilitzat signatures falsificades en la seva candidatura presidencial i que només havia presentat 572 signatures vàlides en comptes de les 600 requerides. Rwigara va dir que va enviar 958 signatures, amb 120 addicionals després que algunes van ser desqualificades. Dos altres candidats també van ser desqualificats i el que va moure a Amnistia Internacional a afirmar que les eleccions se celebrarien en un "clima de por i de repressió". La decisió també va ser criticada pel Departament d'Estat dels Estats Units i la Unió Europea. Kagame va guanyar les eleccions del 4 d'agost amb el 98% dels vots. Rwigara va posar en marxa un grup activista anomenat Moviment de Salvació Popular (ITABAZA) per desafiar el règim sobre el seu registre de drets humans, dient que el parlament del país és poc més que un segell de cautxú.
El 30 d'agost de 2017 la policia va registrar la casa de Rwigara afirmant que estava sent investigada per falsificació i l'evasió d'impostos. La família de Rwigara va informar que havia desaparegut i que homes armats desconeguts amb roba civil la tenien a punta de pistola mentre que la casa era registrada, però la policia va negar que se l'hagués arrestat.
Diverses notícies informar al setembre de 2017, que Rwigara encara no havia aparegut i que la seva família continuava reclamant que era desapareguda.
Leon Orsmond, un creatiu publicitari freelance sud-africà que havia ajudat Rwigara en la seva campanya en els mitjans de comunicació social, també era desaparegut a Ruanda, des de febrer de 2018. Abans de la seva desaparició, no era cap secret que a Orsmond no li agradava el govern de Kagame.
El juny de 2018, l'Autoritat Tributària de Ruanda va vendre maquinària del negoci del tabac de la família per gairebé 2 milions de dòlars en un intent de recuperar 7 milions de dòlars en deutes fiscals. Una subhasta anterior dels actius empresarials familiars de Rwigara, de tabac elaborat, va obtenir més de 500 milions de francs ruandesos. Amnistia Internacional ha demanat al Poder judicial de Ruanda assegurar que aquest judici no es converteixi en un altre mitjà per perseguir als crítics del govern.
L'agost de 2018, #FreeDianeRwigara estava sent utilitzat pels kenyans a twitter per demanar a Kagame que alliberés Rwigara. Això va arribar només uns dies després que els usuaris de twitter de Kenya fessin el mateix pel diputat d'Uganda, Robert Kyagulanyi, més conegut com a Bobby Wine.